# غلوريا ويتني
غلوريا ويتني (بالإنجليزية: Gloria Whitney)‏ هي مغنية أمريكية، ولدت في 11 فبراير 1911، وتوفيت في 1 يونيو 1974.